# Preußische EV 3/4
Die Preußische EV 3/4  Altona war eine 1911 von dem Königlich Preußischen Eisenbahn-Zentralamt bestellte und 1913 gelieferte  Elektrolokomotive für die Altonaer Hafenbahn. Sie sollte vor allem einen verlässlicheren Betrieb und eine höhere Leistung bieten als die zuvor in Betrieb genommene Lokomotivtype EV 1/2.

## Mechanische Konstruktion
Die  EV 3/4  Altona war als Doppellokomotive mit zwei kurzgekuppelten, zweiachsigen und weitgehend baugleichen Hälften ausgeführt. Beide Teilfahrzeuge hatten je einen Außenrahmen mit je zwei fest darin gelagerten Radsätzen und darüber einen quaderförmigen Kastenaufbau, der jeweils den Maschinenraum und den Führerstand umschloss.
Auf dem Dach der Kastenaufbauten befanden sich der Hauptschalter sowie je ein Scherenstromabnehmer. Jede der beiden Fahrzeughälften hatte an der glatten Stirnseite des Kastenaufbaues einen Führerstand mit drei ovalen Frontfenstern und beiderseitigen Zugangstüren.
Die sämtlich einzeln angetriebenen Radsätze hatten einen Tatzlagerantrieb.

## Elektrische Ausrüstung
Die ungewöhnliche Oberleitungs-Speisespannung von 6,3 kV mit der Frequenz von 25 Hz wurde von der benachbarte Strecke der Hamburg-Altonaer Stadt- und Vorortbahn mit dem gleichen Stromsystem bezogen, die wiederum dieses aus dem Versuchsbetrieb von 1903 bis 1907 auf der Zweigbahn Schöneweide–Spindlersfeld übernommen hatte.
Die Radsätze hatten jeweils einen als Tatzlagerantrieb ausgeführten Motor, dessen elektrischer Teil als Reihenschlußmotor mit sogenannter Bürstenverstellung des Kommutators ausgestattet war. 
Jede Fahrzeughälfte hatte einen eigenen Oberleitungs-Scherenstromabnehmer mit zwei Schleifbügeln sowie für die Spannungsanpassung einen Trockentransformator. Die Steuerung der Motorleistung erfolgte über jeweils ein elektromagnetisch betätigtes Schützenschaltwerk.

## Einsatz
Erste Probefahrten der Lokomotive wurden auf dem mit einer Oberleitung ausgestatteten Rundkurs der Oberbau-Versuchsstrecke bei Oranienburg durchgeführt.
Danach wurde die Lokomotive zur Altonaer Hafenbahn überstellt, bei der bereits zwei Elektrolokomotiven die grundsätzliche Eignung dieser Betriebsart trotz individueller Mängel belegt hatten. Die  EV 3/4 Altona  war während ihrer gesamten Betriebsdauer dem Bahnbetriebswerk Hamburg-Ohlsdorf der Vorortbahn (spätere S-Bahn Hamburg) zugeordnet, von der auch die elektrische Betriebsenergie geliefert wurde.
Die EV 3/4 wird, obwohl sie eine Verbesserung sein sollte, als eine der damaligen Fehlkonstruktionen neben der Badischen A1 und der Preußischen EG 501 betrachtet. So funktionierte unter anderem die Kühlung von Transformator und Fahrmotoren trotz geöffneter Seitenfenster nur ungenügend und die Fahrstufensteuerung zeigte sich schwierig zu handhaben. Obwohl die Maschinenleistung nominell stärker als bei der Vorgängerlok EV 1/2 ausgelegt war, zeigte sich die elektrische Anlage und auch die Fahrmotoren infolge falscher Auslegung thermisch überlastet und mussten sogar täglich laufend mit neuen Ersatzteilen versorgt werden.
Nachdem im Januar 1916 ein Fahrmotor komplett verschmorte, wurde die EV 3/4 ab diesem Zeitpunkt stillgelegt und an ihrer Stelle wieder Dampflokomotiven eingesetzt, bis nach Kriegsende eine neue Elektrolokomotive, die speziell für die Hafenbahn gebaute EV 6 bzw. E 73 06 beschafft werden konnte.